# Poste San Marino

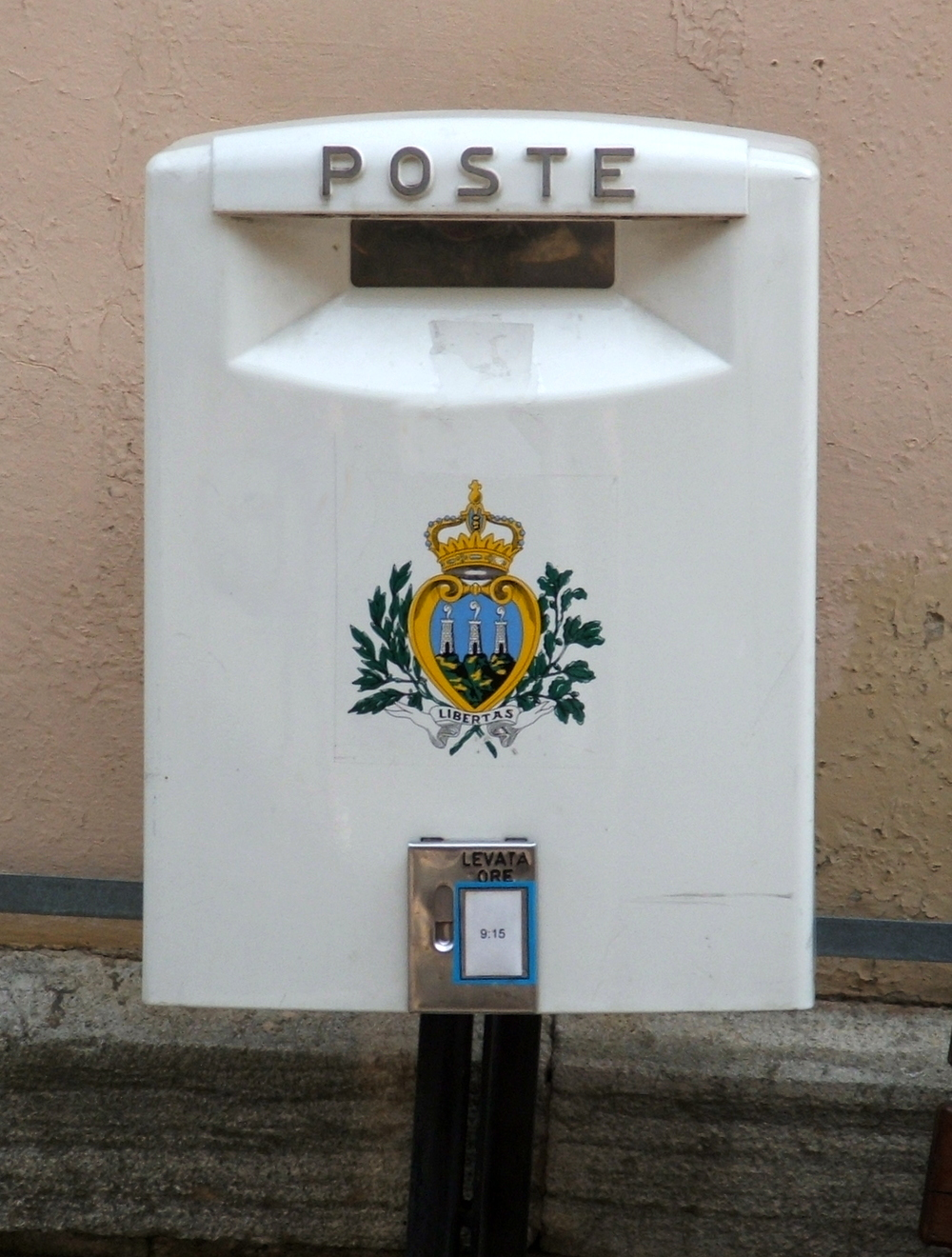
Öffentlicher Briefkasten in San Marino

Die Poste San Marino ist seit 2012 das staatliche Unternehmen zur Beförderung und Zustellung von Briefen, Paketen und Postbankdienstleistungen in der Republik San Marino. Zuvor firmierte das Unternehmen unter dem Namen Poste Sammarinesi und war eng mit der italienischen Poste Italiane verknüpft.

## Geschichte
Der erste Postverkehr in San Marino wurde bereits am 7. Oktober 1607 eingerichtet. San Marino unterhielt einen regelmäßigen Postverkehr zwischen Rimini (Italien) und San Marino. 1833 wurde das erste Postamt in San Marino selbst eröffnet. Nach der Einführung der Briefmarken Mitte des 19. Jahrhunderts schloss die Republik ein Abkommen mit dem Königreich Italien, in dem festgelegt wurde, dass für den Postversand in San Marino auch italienische Briefmarken verwendet werden durften. Ein neues Abkommen von 1877 erlaubte es dem Land, seine eigenen Briefmarken herauszugeben. Im selben Jahr wurde zum ersten Mal ein eigener Poststempel in San Marino eingeführt. 1923 wurde die offizielle Vereinbarung mit der italienischen Poste Italiane unterzeichnet. Seit 1998 ist Poste Sammarinesi Mitglied der Small European Postal Administration Cooperation (SEPAC). Seit 2008 ist die Post in San Marino unterstützt durch die italienische Post und in Zusammenarbeit mit dem Weltpostverein (WPV) Bankdienstleister.

## Gründung
Nach der offiziellen Gründung der Poste San Marino im Jahre 2012 ist das Unternehmen seit dem 1. Januar 2013 völlig unabhängig von der italienischen Post.
Im Jahr 2013 beschäftigte die Poste San Marino rund 150 Mitarbeiter, die in 11 Niederlassungen in der Republik tätig waren. Die Post in San Marino wird vom Segreteria di Stato per il Lavoro e la Cooperazione verwaltet. Generaldirektorin ist Rosa Zafferani.

## Postämter
- Città di San Marino - Viale Antonio Onofri, 87
- Borgo Maggiore - Piazza Grande, 25
- Domagnano - Via Ugolino Leonardi, 25
- Serravalle - Via Coluccio Salutati, 3
- Dogana - Piazza Marino Tini, 3
- Acquaviva - Via Federico da Montebello, 5
- Fiorentino - Via la Rena, 19
- Faetano - Strada della Croce, 48
- Chiesanuova - Via Corrado Forti, 69
- Montegiardino - Strada del Dragone, 17
- Rovereta - Strada degli Angariari, 13 (Zentrale Paket- und Briefabwicklung und Postverwaltung mit Zollamt)